# Stolephorus apiensis
Stolephorus apiensis är en fiskart som först beskrevs av Jordan och Seale, 1906.  Stolephorus apiensis ingår i släktet Stolephorus och familjen Engraulidae. Inga underarter finns listade i Catalogue of Life.